# Everett Marshall
Everett Marshall (4 de noviembre de 1905 - 10 de febrero de 1973) fue un luchador profesional estadounidense, que ganó títulos de campeonato en la Midwest Wrestling Association (MWA), la National Wrestling Association (NWA) y las RockyMountains.

## Primeros años
Everett Marshall nació el 4 de noviembre de 1905 en La Junta, Colorado siendo hijo de Claude y Pearl Marshall. 

## Carrera de lucha libre profesional
Marshall usaba con frecuencia llaves de brazo y tiradores de brazo. Su finisher fue The Airplane Spin. 
Marshall ganó el título mundial de peso pesado de la MWA (versión de Ohio) en 1935. John Pesek ostentaba anteriormente el título. La MWA otorgó el título a Ray Steele en febrero de 1937. Después de que Steele resultó herido en un accidente automovilístico, Marshall volvió a recibir el título.
En mayo de 1937, Marshall derrotó a Chief Little Beaver por el título mundial de peso pesado de NWA Texas .
Marshall conoció a Ali Baba por el título mundial de peso pesado de la NWA en junio de 1936 en el Red Bird Stadium en Columbus, OH. Marshall derrotó a Ali Baba para reclamar el título, pero no se reconoce. El título fue otorgado a John Pesek cuando Pesek fue el único contendiente que pagó una fianza de $1000. Luego se retiró el reconocimiento de Pesek como campeón y el título se le devolvió a Marshall en la reunión anual de la NBA / NWA de 1938. En febrero de 1939, Lou Thesz derrotó a Marshall por el título en St. Louis, MO.
Marshall ostentó el título de peso pesado de Rock Mountain en varias ocasiones entre 1945 y 1947.

## Campeonatos y logros
- Asociación de Lucha Libre del Medio Oeste
  - Campeonato de peso pesado de la MWA ( 1 vez )
- Asociación Nacional de Lucha Libre
  - Campeonato mundial de peso pesado de la NWA ( 1 veces ) 1
- Alianza Nacional de Lucha Libre
  - Salón de la fama de la NWA (2017)
- Museo y salón de la fama de la lucha libre profesional
  - ( Clase de 2011 )[4]
- Boletín del observador de lucha libre
  - Salón de la Fama ( Clase de 2009 )

1Este título no es el mismo campeonato ni tiene ninguna conexión con el campeonato mundial reconocido y propiedad de la National Wrestling Alliance.